# Bromley
Bromley

Vist i Greater London
| Status                | Bydel i London |
| Areal:                | 150,15 km²     |
| Befolkning:           | 296.830 (2002) |
| Befolkningstæthed:    | 1977 pr. km²   |
| ONS-kode:             | 00AF           |
| Adm. center:          | Bromley        |
| Adm. grevskab:        | Greater London |
| Ceremonielt grevskab: | Greater London |
|                       |                |
| Region:               | Greater London |
|                       |                |

Bromley (The London Borough of Bromley) er en bydel i den sydøstlige del af det ydre London. Den er det største distrikt i London efter areal. Størstedelen af den er spredt bebygget og tilhører Londons grønne bælte. De fleste bosætninger er samlet i nord og vest.

## Steder i Bromley
- Anerley inkluderet Crystal Palace
- Beckenham, Bickley, Biggin Hill, Bromley (med Bromley Park, Park Langley, Plaistow, Shortlands og Widmore), Bromley Common
- Chelsfield, Chislehurst og Chislehurst West
- Downe
- Eden Park, Elmers End, Elmstead
- Farnborough inkluderet Locksbottom
- Green Street Green
- Hayes
- Kevington
- Mottingham (delvis i Bromley)
- New Beckenham
- Orpington
- Penge, Petts Wood, Pratt's Bottom
- Shortlands, Southborough, St Mary Cray (inkluderet Poverest), St Paul's Cray, Sundridge
- Upper Elmers End
- West Wickham

51°24′16″N 0°01′12″Ø / 51.4044°N 0.02°Ø